# Verein für Bewegungsspiele Friedrichshafen 2019-2020
Questa voce raccoglie le informazioni riguardanti il Verein für Bewegungsspiele Friedrichshafen nelle competizioni ufficiali della stagione 2019-2020.

## Organigramma societario
Area direttiva
- Presidente: Guido Heerstraß

Area tecnica
- Allenatore: Michael Warm
- Allenatore in seconda: Patrick Steuerwald
- Scout man: Radomir Vemić

Area sanitaria
- Medico: Patrick Frei, Johann Kees
- Fisioterapista: Kathrin Mägdefrau, Ulf Nitschke

## Rosa
| N° | Nome                   | Ruolo | Data di nascita   | Nazionalità sportiva |
| -- | ---------------------- | ----- | ----------------- | -------------------- |
| 1  | Joseph Worsley         | P     | 16 giugno 1997    | Stati Uniti          |
| 2  | Tomáš Kriško           | S     | 19 dicembre 1988  | Slovacchia           |
| 3  | Thilo Späth-Westerholt | L     | 8 giugno 1987     | Germania             |
| 4  | Nehemiah Mote          | C     | 21 giugno 1993    | Australia            |
| 6  | Anton Menner           | S     | 25 luglio 1994    | Austria              |
| 7  | Rareş Bălean           | S     | 8 luglio 1997     | Romania              |
| 8  | Jakub Janouch          | P     | 13 giugno 1990    | Rep. Ceca            |
| 9  | Martti Juhkami         | S     | 6 giugno 1988     | Estonia              |
| 11 | Daniel Malescha        | O     | 28 aprile 1994    | Germania             |
| 12 | Jakob Günthör          | C     | 21 settembre 1995 | Germania             |
| 13 | Markus Steuerwald      | L     | 7 marzo 1989      | Germania             |
| 14 | Nikola Ǵorǵiev         | O     | 23 luglio 1988    | Macedonia del Nord   |
| 16 | Brendan Schmidt        | C     | 3 settembre 1994  | Stati Uniti          |
| 18 | Tobias Hosch           | P     | 5 marzo 2001      | Germania             |
| -  | Jannik Brentel         | S     | 16 maggio 2002    | Germania             |

## Risultati

### 1. Bundesliga

#### Girone di andata
| 1ª giornata - 12 ottobre 2019 ZF-Arena Friedrichshafen, Friedrichshafen   | Friedrichshafen | 3 - 0 | Eltmann         | 25-19, 25-17, 25-23               |
| 2ª giornata - 16 ottobre 2019 Großsporthalle, Bühl                        | Bühl            | 1 - 3 | Friedrichshafen | 39-37, 24-26, 17-25, 25-27        |
| 3ª giornata - 23 ottobre 2019 Gellersenhalle, Reppenstedt                 | Lüneburg        | 1 - 3 | Friedrichshafen | 25-20, 21-25, 24-26, 21-25        |
| 4ª giornata - 5 novembre 2019 ZF-Arena Friedrichshafen, Friedrichshafen   | Friedrichshafen | 3 - 1 | Rüsselsheim     | 26-28, 25-20, 25-21, 25-23        |
| 5ª giornata - 9 novembre 2019 Landkost-Arena, Bestensee                   | Netzhoppers     | 1 - 3 | Friedrichshafen | 25-22, 18-25, 24-26, 20-25        |
| 6ª giornata - 13 novembre 2019 ZF-Arena Friedrichshafen, Friedrichshafen  | Friedrichshafen | 3 - 0 | Giesen          | 25-21, 25-16, 25-19               |
| 7ª giornata - 18 novembre 2019 Bayernwerk Sportarena, Unterhaching        | Unterhaching    | 2 - 3 | Friedrichshafen | 23-25, 25-19, 16-25, 25-21, 13-15 |
| 8ª giornata - 23 novembre 2019 ZF-Arena Friedrichshafen, Friedrichshafen  | Friedrichshafen | 3 - 1 | Rottenburg      | 24-26, 25-17, 25-17, 25-20        |
| 9ª giornata - 30 novembre 2019 Nikolaushalle, Herrsching am Ammersee      | Herrsching      | 3 - 2 | Friedrichshafen | 18-25, 25-23, 22-25, 25-16, 15-8  |
| 10ª giornata - 14 dicembre 2019 ZF-Arena Friedrichshafen, Friedrichshafen | Friedrichshafen | 2 - 3 | Charlottenburg  | 25-22, 23-25, 27-29, 25-20, 16-18 |
| 11ª giornata - 21 dicembre 2019 Arena Kreis Düren, Düren                  | Dürener         | 3 - 0 | Friedrichshafen | 25-20, 25-12, 25-22               |

#### Girone di ritorno
| 12ª giornata - 22 gennaio 2020 Georg-Schäfer-Halle, Eltmann               | Eltmann         | 3 - 2 | Friedrichshafen | 16-25, 25-19, 21-25, 25-23, 15-11 |
| 13ª giornata - 18 gennaio 2020 ZF-Arena Friedrichshafen, Friedrichshafen  | Friedrichshafen | 3 - 0 | Bühl            | 25-14, 25-21, 25-23               |
| 14ª giornata - 25 gennaio 2020 ZF-Arena Friedrichshafen, Friedrichshafen  | Friedrichshafen | 3 - 1 | Lüneburg        | 25-16, 23-25, 25-17, 25-18        |
| 15ª giornata - 1º febbraio 2020 Fraport Arena, Francoforte sul Meno       | Rüsselsheim     | 3 - 1 | Friedrichshafen | 25-19, 25-18, 17-25, 25-16        |
| 16ª giornata - 5 febbraio 2020 ZF-Arena Friedrichshafen, Friedrichshafen  | Friedrichshafen | 1 - 3 | Netzhoppers     | 16-25, 19-25, 25-18, 23-25        |
| 17ª giornata - 9 febbraio 2020 Volksbank-Arena, Hildesheim                | Giesen          | 1 - 3 | Friedrichshafen | 25-19, 20-25, 22-25, 22-25        |
| 18ª giornata - 22 febbraio 2020 ZF-Arena Friedrichshafen, Friedrichshafen | Friedrichshafen | 3 - 1 | Unterhaching    | 25-18, 25-16, 23-25, 25-23        |
| 19ª giornata - 29 febbraio 2020 Paul Horn-Arena, Tubinga                  | Rottenburg      | 1 - 3 | Friedrichshafen | 22-25, 20-25, 25-21, 21-25        |
| 20ª giornata - 7 marzo 2020 ZF-Arena Friedrichshafen, Friedrichshafen     | Friedrichshafen | 3 - 0 | Herrsching      | 25-21, 25-22, 25-14               |
| 21ª giornata - 15 marzo 2020 Max-Schmeling-Halle, Berlino                 | Charlottenburg  | -     | Friedrichshafen | annullata                         |
| 22ª giornata - 21 marzo 2020 ZF-Arena Friedrichshafen, Friedrichshafen    | Friedrichshafen | -     | Dürener         | annullata                         |

### Coppa di Germania

#### Fase a eliminazione diretta
| Ottavi di finale - 2 novembre 2019 ZF-Arena Friedrichshafen, Friedrichshafen  | Friedrichshafen | 3 - 1 | Eltmann        | 27-25, 23-25, 25-21, 32-30 |
| Quarti di finale - 20 novembre 2019 ZF-Arena Friedrichshafen, Friedrichshafen | Friedrichshafen | 0 - 3 | Charlottenburg | 20-25, 21-25, 22-25        |

### Supercoppa tedesca

#### Fase a eliminazione diretta
| Finale - 20 ottobre 2019 TUI Arena, Hannover | Charlottenburg | 3 - 0 | Friedrichshafen | 25-20, 25-18, 25-15 |

### Champions League

#### Fase a gironi
| 1ª giornata - 4 dicembre 2019 ZF-Arena, Friedrichshafen        | Friedrichshafen | 0 - 3 | Roeselare       | 23-25, 21-25, 15-25               |
| 2ª giornata - 10 dicembre 2019 SPC Vojvodina, Novi Sad         | Vojvodina       | 0 - 3 | Friedrichshafen | 20-25, 21-25, 20-25               |
| 3ª giornata - 18 dicembre 2019 ZF-Arena, Friedrichshafen       | Friedrichshafen | 0 - 3 | ZAKSA           | 23-25, 22-25, 20-25               |
| 4ª giornata - 29 gennaio 2020 ZF-Arena, Friedrichshafen        | Friedrichshafen | 3 - 2 | Vojvodina       | 23-25, 25-18, 17-25, 25-20, 15-13 |
| 5ª giornata - 11 febbraio 2020 Sporthal Schiervelde, Roeselare | Roeselare       | 3 - 1 | Friedrichshafen | 28-26, 26-28, 25-19, 25-17        |
| 6ª giornata - 19 febbraio 2020 Hala Azoty, Kędzierzyn-Koźle    | ZAKSA           | 3 - 0 | Friedrichshafen | 25-21, 25-21, 25-22               |

## Statistiche

### Statistiche di squadra
| Competizione       | Punti | In casa | In casa | In casa | In trasferta | In trasferta | In trasferta | Totale | Totale | Totale |
| Competizione       | Punti | G       | V       | P       | G            | V            | P            | G      | V      | P      |
| ------------------ | ----- | ------- | ------- | ------- | ------------ | ------------ | ------------ | ------ | ------ | ------ |
| 1. Bundesliga      | 44    | 10      | 8       | 2       | 10           | 6            | 4            | 20     | 14     | 6      |
| Coppa di Germania  | -     | 2       | 1       | 1       | 0            | 0            | 0            | 2      | 1      | 1      |
| Supercoppa tedesca | -     | -       | -       | -       | -            | -            | -            | 1      | 0      | 1      |
| Champions League   | 5     | 3       | 1       | 2       | 3            | 1            | 2            | 6      | 2      | 4      |
| Totale             | -     | 15      | 10      | 5       | 13           | 7            | 6            | 29     | 17     | 12     |

G = partite giocate; V = partite vinte; P = partite perse